# Storia delle chiese di Vilnius

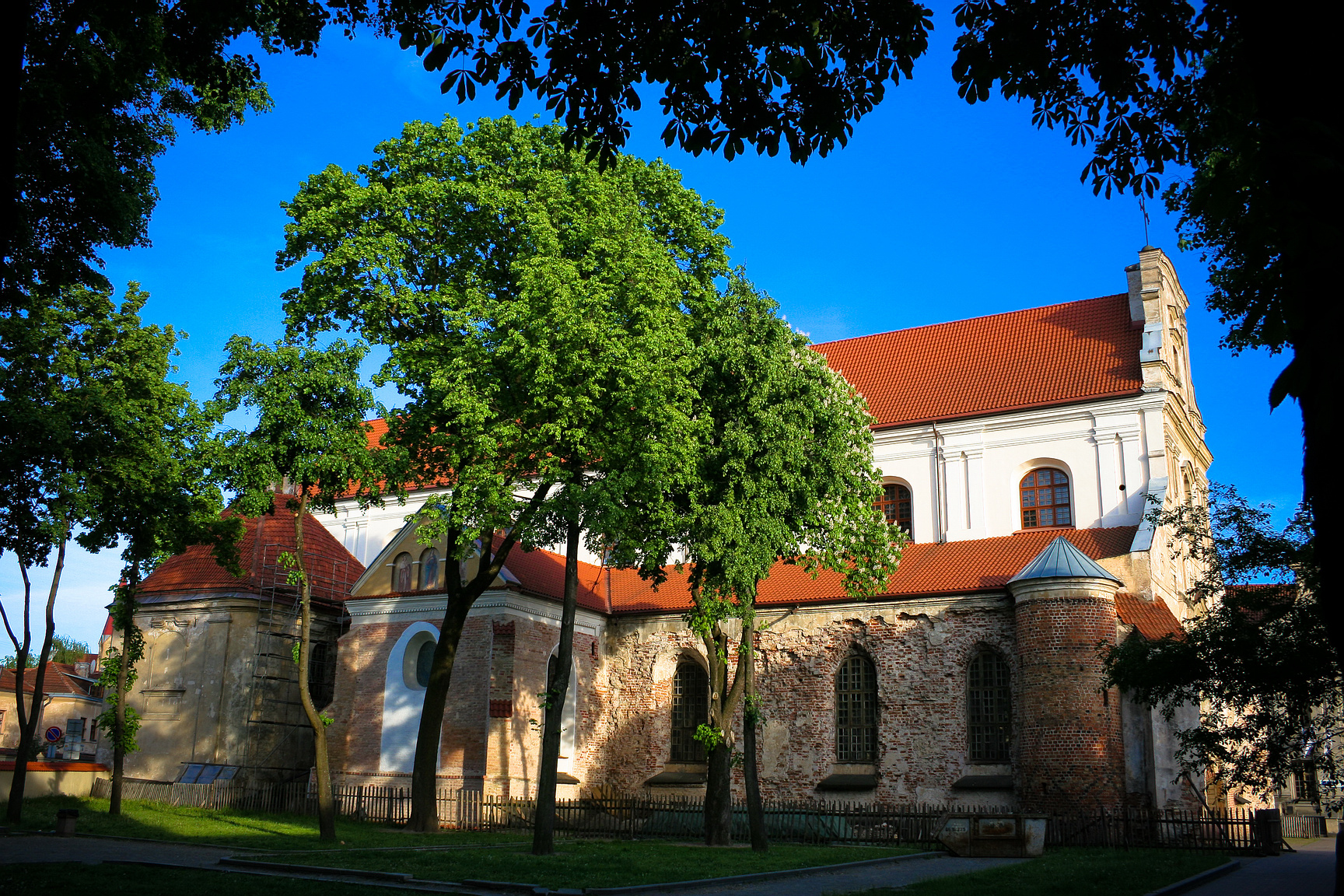
La Chiesa dei francescani, fra le più antiche di Vilnius

La Storia delle chiese di Vilnius è profondamente intrecciata con la storia della città e della Chiesa cattolica in Lituania.
L'arcidiocesi di Vilnius possiede splendide chiese e venerabili santuari. Delle prime le maggiori e le più belle sono a Vilnius, sebbene molte, sottratte ai cattolici con la violenza, siano state adibite al culto russo ortodosso. La cattedrale di Vilnius, dedicata alla Santissima Trinità, a santo Stanislao e a san Ladislao, fu eretta sull'area di un santuario pagano demolito in virtù della bolla pontificia del 12 marzo 1387. Distrutta da un incendio nel 1399, fu ricostruita in stile gotico nel 1399 dal granduca Vitoldo; distrutta ancora nel 1531 e nel 1662, fu restaurata a partire dal 1769 fino al 1801. All'interno vanta splendide cappelle, specialmente quelle di san Casimiro e dell'Immacolata Concezione.

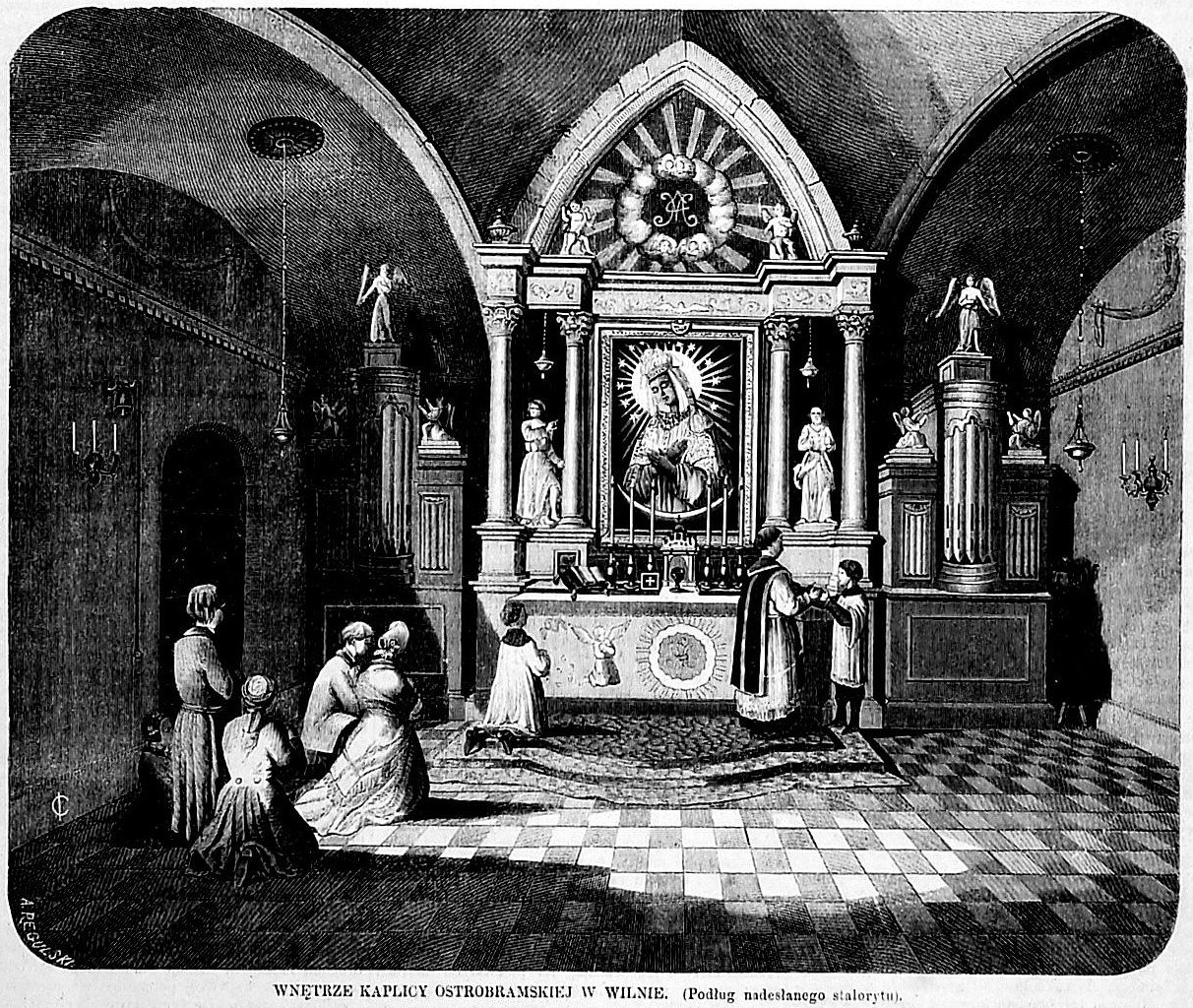
La Cappella della Porta dell'Aurora (in lituano: Aušros vartai, in polacco: Ostra brama) in un'illustrazione di Tygodnik Ilustrowany (Settimanale Illustrato) del 1864

Altre chiese notevoli sono quelle della Santa Croce, secondo la tradizione fondata nel XIV secolo nel punto in cui secondo la leggendaria Cronaca di Bychowiec, quattordici francescani furono martirizzati dai pagani nel 1366; la chiesa di san Martino, eretta da Jogaila nel 1380, sulle rovine di un tempio pagano; sant'Anna, fondata per i tedeschi da Anna di Smolensk, consorte di Vitoldo, nel 1392; san Giovanni Evangelista, costruita nel 1386 e privilegiata da papa Leone X; la chiesa del Corpus Domini, fondata dall'arciconfraternita del Santissimo Sacramento nel 1573; e la chiesa degli Angeli Custodi.
A queste occorre aggiungere le numerose chiese degli ordini religiosi che fiorirono in Lituania, ma di cui rimangono flebili tracce. I domenicani, che nel XV secolo avevano una chiesa dedicata allo Spirito Santo, costruirono fra il 1679 e il 1688 un'altra chiesa, che nel 1844 fu ceduta e trasformata in chiesa parrocchiale. I cistercensi intrapresero a Vilnius, nel 1469, la costruzione di una chiesa in legno, ricostruita in pietra nel 1500; fu distrutta da un incendio nel 1794 e restaurata nel 1900; quest'ordine fu costretto a lasciare la diocesi nel 1864. La chiesa dei santi Pietro e Paolo fu affidata ai Canonici lateranensi nel 1638; che la lasciarono nel 1864. San Casimiro, con l'annesso collegio dei gesuiti, fondata nel 1604, fu trasformata in una chiesa ortodossa nel 1832. Sant'Ignazio di Loyola, fondata dai gesuiti nel 1622, fu trasformata nel circolo degli ufficiali. La chiesa dei carmelitani, santa Teresa, possiede un'immagine della Madonna ritenuta miracolosa.

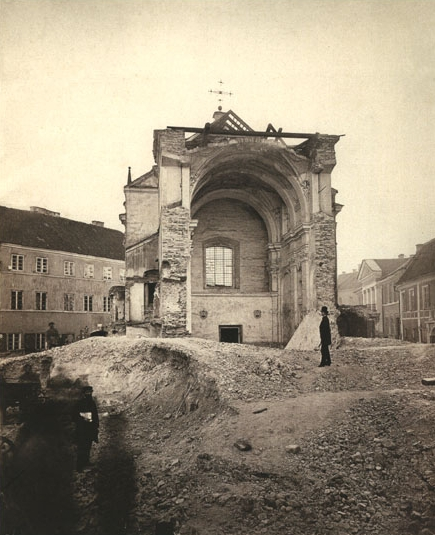
Demolizione della chiesa di san Giuseppe per ordine delle autorità zariste. Vilnius, 1877

Dopo la Rivolta di Gennaio (1863), la diocesi vide tutti i suoi religiosi espulsi con la forza. I monasteri furono trasformati in caserme, le chiese date agli ortodossi o al clero secolare, le biblioteche disperse, i beni degli ordini religiosi confiscati. Nel 1910 erano rimasti solo un monastero di suore benedettine (presso la chiesa di santa Caterina a Vilnius) con sei suore settuagenarie, un convento delle suore cistercensi a Slonim con quattro suore pure settuagenarie, un monastero francescano a Hrodna con un solo frate e nella stessa città un convento di suore brigittine con due religiose.